# Nagykovalló
Nagykovalló (szlovákul Koválov, korábban Veľky Koválov) község Szlovákiában, a Nagyszombati kerületben, a Szenicei járásban.

## Fekvése
Szenicétől 10 km-re északnyugatra fekszik.

## Története
1392-ben említik először.
Vályi András szerint "Nagy, és Kis Koválló. Két tót falu Nyitra Várm. Nagy Kavallónak földes Ura a’ F. Király, amannak pedig G. Amade Uraság, lakosaik katolikusok, fekszik Kis Kavalló Chropovhoz nem meszsze, és annak filiája, ama pedig Sassinhoz egy mértföldnyire, határbéli földgyei közép termékenységűek, fájok, makkjok, termékeny, szőlejek van, legelőjök elég, malma helyben, piatzozások Szénásfalván."
Nyitra vármegye monográfiájában "Nagy-Kovaló, az Oreszko-hegy egyik nyúlványa alatt, Dojcstól északra fekvő tót község, 825 r. kath. vallásu lakossal. Posta- táviró- és vasúti állomása B.-Szt.-Miklós. Kath. temploma kőfallal van körülvéve. Épült a XVI. században. Kegyura a cs. és kir. család. A község 1394-ben Berencs várának tartozéka volt."
A trianoni békeszerződésig Nyitra vármegye Szenicei járásához tartozott.

## Népessége
| Év:            | 1994. | 2004.   | 2014.   | 2024.   |
| -------------- | ----- | ------- | ------- | ------- |
| Emberek száma: | 646   | 656     | 706     | 677     |
| Eltérés:       |       | +1,54 % | +7,62 % | -4,10 % |

| Év:            | 2023. | 2024.   |
| -------------- | ----- | ------- |
| Emberek száma: | 684   | 677     |
| Eltérés:       |       | -1,02 % |

1910-ben 780, túlnyomórészt szlovák lakosa volt.
2001-ben 657 lakosából 648 szlovák volt.
2011-ben 713 lakosából 706 szlovák.

## Nevezetességei
- Szent András tiszteletére szentelt római katolikus temploma 1561-ben épült, 1785-ben barokk stílusban építették át.
- Szent Anna tiszteletére szentelt kápolnája 1846-ban épült.
- Szent Orbán, Szent Ambróziusz és Szent Hubertusz tiszteletére szentelt kápolnái.

## Külső hivatkozások
- Községinfó
- Nagykovalló Szlovákia térképén
- Travelatlas.sk
- E-obce.sk Archiválva 2007. november 1-i dátummal a Wayback Machine-ben